# Goodbye Alice in Wonderland
Goodbye Alice in Wonderland è il quinto album in studio della cantautrice statunitense Jewel, pubblicato nel 2006. 

## Tracce
1. Again and Again – 3:57
2. Long Slow Slide – 3:48
3. Goodbye Alice in Wonderland – 5:55
4. Good Day – 3:46
5. Satellite – 5:05
6. Only One Too – 3:04
7. Words Get in the Way – 3:58
8. Drive to You – 4:14
9. Last Dance Rodeo – 6:16
10. Fragile Heart (new version) – 3:21
11. Stephenville, TX – 3:56
12. Where You Are – 3:28
13. 1000 Miles Away – 3:48